# ديزني وندر
ديزني وندر (بالإنجليزية: Disney Wonder)‏ هي سفينة سياحية مملوكة من قبل ديزني للرحلات البحرية وهي ثاني سفينة للشركة، دخلت الخدمة في عام 1999 وكما السفينة الأولى فقد تم بنائها من قبل شركة فينكانتييري الإيطالية.